# Antoni Łomnicki

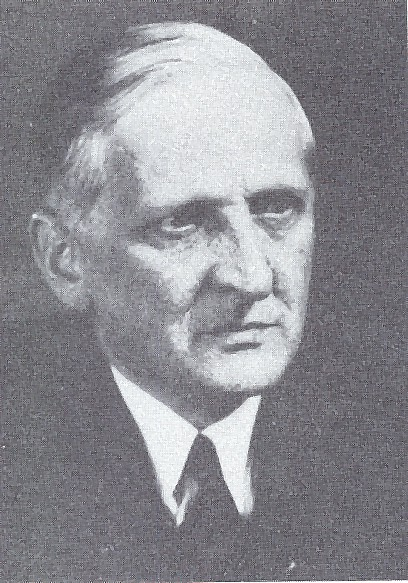
Łomnicki Antoni

Antoni Marian Łomnicki (* 17. Januar 1881 in Lemberg; † 4. Juli 1941 ebenda) war ein polnischer Mathematiker der Lemberger Mathematikerschule und Mitglied der Towarzystwo Naukowe Warszawskie.
Łomnicki studierte an der Universität Lemberg und in Göttingen. 1920 wurde er Professor der TU Lemberg, wo Stefan Banach sein Assistent war. 1938 wurde er Mitglied der Towarzystwo Naukowe Warszawskie. Er wurde am 4. Juli 1941, kurz nach dem deutschen Einmarsch, zusammen mit 25 anderen polnischen Professoren in Lwów erschossen.